# Confine tra Slovacchia e Ungheria

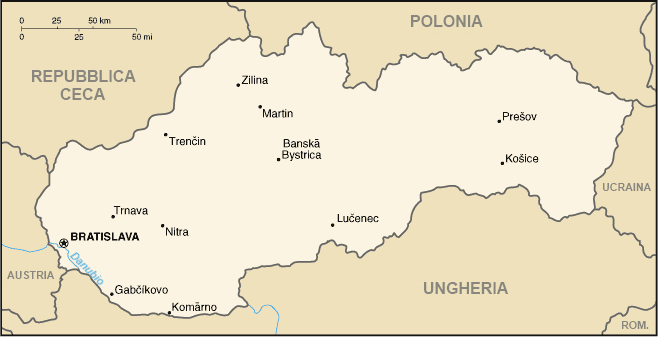
Cartina della Slovacchia con indicati i suoi confini.

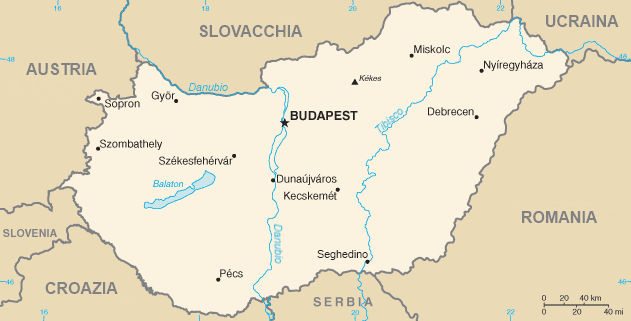
Mappa dell'Ungheria con indicati i confini.

Il confine tra la Slovacchia e l'Ungheria descrive la linea di demarcazione tra questi due stati. Ha una lunghezza di 654,8 km.

## Caratteristiche
Il confine interessa il sud della Slovacchia ed il nord dell'Ungheria. Ha un andamento generale da ovest verso est.
Inizia alla triplice frontiera tra Austria, Slovacchia ed Ungheria e termina alla triplice frontiera tra Slovacchia, Ucraina ed Ungheria. La prima parte del confine per circa 150 km corre lungo il fiume Danubio.

## Regioni e province coinvolte
Nella Slovacchia sono coinvolte le seguenti regioni (da ovest verso est):
- Regione di Bratislava
- Regione di Trnava
- Regione di Nitra
- Regione di Banská Bystrica
- Regione di Košice.

Nell'Ungheria sono toccate dal confine del province:
- Provincia di Győr-Moson-Sopron
- Provincia di Komárom-Esztergom
- Provincia di Pest
- Provincia di Nógrád
- Provincia di Borsod-Abaúj-Zemplén